# Кривицкий, Виталий Францевич
Виталий Францевич Кривицкий SDB (укр. Віталій Францевич Кривицький; род. 19 августа 1972, Одесса, УССР) — римско-католический епископ, салезианец, 30 апреля 2017 назначенный главой диоцеза Киева-Житомира на Украине.

## Биография
Родился 19 августа 1972 года в Одессе. В 1987 году начал подпольную формацию в родном городе под руководством салезианца о. Тадеуша Хоппе. В 1990 году поступил в Салезианскую конгрегацию святого Иоанна Боско. После обучения в Краковской духовной семинарии, 24 мая 1997 года принял священническое рукоположение. Закончил Люблинский католический университет.
В 1997—2004 годах служил приходским викарием в Одессе. С 2004 по 2012 год был настоятелем прихода и возглавлял салезианское общество в Коростышеве Житомирской области. Затем в течение двух лет служил в Перемышлянах Львовской области, а с 2014 года — настоятель прихода святого Петра в Одессе.
Владеет украинским, русским, английским и польским языками.

## Епископское служение
30 апреля 2017 года Папа Римский Франциск назначил о. Виталия Кривицкого ординарием диоцеза Киева-Житомира на Украине.